# Српски фудбалски клубови у европским такмичењима 2010/11.
Српски фудбалски клубови у европским такмичењима 2010/11. имали су четири представника и то:
- Партизан у квалификацијама за Лигу шампиона од другог кола као првак из претходне сезоне;
- Црвена звезда у квалификацијама за Лигу Европе од трећег кола као другопласирани тим лиге;
- ОФК Београд у квалификацијама за Лигу Европе од другог кола као трећепласирани тим лиге.
- Спартак Суботица у квалификацијама за Лигу Европе од другог кола као четвртопласирани тим лиге;

## Партизан у УЕФА Лиги шампиона

### Друго коло квалификација
| Партизан                           | 3 : 1 Извештај | Пјуник         |
| ---------------------------------- | -------------- | -------------- |
| Томић 29’ · Мореира 45’ · Клео 59’ |                | Једигарјан 30’ |

| Пјуник | 0 : 1 Извештај | Партизан   |
| ------ | -------------- | ---------- |
|        |                | Клео 45+4’ |

Партизан се укупним резултатом 4:1 пласирао у треће коло квалификација за Лигу шампиона.

### Треће коло квалификација
| Партизан                         | 3 : 0 Извештај | Хелсинки |
| -------------------------------- | -------------- | -------- |
| Илиев 8’ · Илић 42’ · Клео 90+2’ |                |          |

| Хелсинки | 1 : 2 Извештај | Партизан       |
| -------- | -------------- | -------------- |
| Медо 39’ |                | Клео 9’, 90+2’ |

Партизан се укупним резултатом 5:1 пласирао у плеј-оф рунду за Лигу шампиона.

### Плеј-оф
| Партизан                    | 2 : 2 Извештај | Андерлехт            |
| --------------------------- | -------------- | -------------------- |
| Клео 57’ · Лежак 64’ (а.г.) |                | Жиле 54’ · Јухас 66’ |

| Андерлехт             | 2 : 2 Извештај | Партизан      |
| --------------------- | -------------- | ------------- |
| Лукаку 64’ · Жиле 71’ |                | Клео 15’, 53’ |

Укупни резултат двомеча био је 4:4. Партизан се након бољег извођења једанаестераца (3:2) пласирало у Лигу Шампиона.

### Група Х
Партизан је на жребу 26. августа 2010. из трећег шешира сврстан у групу Х.
| Табела групе Х    | ИГ | Д | Н | И | ГД | ГП | ГР  | Бод. |
| ----------------- | -- | - | - | - | -- | -- | --- | ---- |
| 2. Шахтјор Доњецк | 6  | 5 | 0 | 1 | 12 | 6  | 6   | 15   |
| 1. Арсенал        | 6  | 4 | 0 | 2 | 18 | 7  | 11  | 12   |
| 3. Брага          | 6  | 3 | 0 | 3 | 5  | 11 | -6  | 9    |
| 4. Партизан       | 6  | 0 | 0 | 6 | 2  | 13 | -11 | 0    |

| Шахтјор Доњецк | 1 : 0 Извештај | Партизан |
| -------------- | -------------- | -------- |
| Срна 71’       |                |          |

| Партизан        | 1 : 3 Извештај | Арсенал                               |
| --------------- | -------------- | ------------------------------------- |
| Клео 33’ (пен.) |                | Аршавин 15’ · Шамак 71’ · Скилаћи 82’ |

| Брага                 | 2 : 0 Извештај | Партизан |
| --------------------- | -------------- | -------- |
| Лима 35’ · Матеус 90’ |                |          |

| Партизан | 0 : 1 Извештај | Брага     |
| -------- | -------------- | --------- |
|          |                | Мозес 15’ |

| Партизан | 0 : 3 Извештај | Шахтјор Доњецк                            |
| -------- | -------------- | ----------------------------------------- |
|          |                | Степаненко 52’ · Жадсон 59’ · Едуардо 68’ |

| Арсенал                                       | 3 : 1 Извештај | Партизан |
| --------------------------------------------- | -------------- | -------- |
| Ван Перси 33’ (пен.) · Волкот 73’ · Насри 77’ |                | Клео 52’ |

## Црвена звезда у УЕФА Лиги Европе

### Треће коло квалификација
| Црвена звезда  | 1 : 2 Извештај | Слован Братислава       |
| -------------- | -------------- | ----------------------- |
| Трифуновић 63’ |                | Ивана 43’ · Монтано 66’ |

| Слован Братислава  | 1 : 1 Извештај | Црвена звезда |
| ------------------ | -------------- | ------------- |
| Ђорђевић 2’ (о.г.) |                | Каду 73’      |

Слован Братислава се укупним резултатом 3:2 пласирао у плеј оф рунду квалификација за Лигу Европе.

## ОФК Београд у УЕФА Лиги Европе

### Друго коло квалификација
| ОФК Београд                 | 2 : 2 Извештај | Торпедо Жодино                 |
| --------------------------- | -------------- | ------------------------------ |
| Жеравица 45+1’ · Ињац 90+4’ |                | Кривобок 14’ · Брусникин 90+2’ |

| Торпедо Жодино | 0 : 1 Извештај | ОФК Београд   |
| -------------- | -------------- | ------------- |
|                |                | Кецојевић 27’ |

ОФК Београд се укупним резултатом 3:2 пласирао у треће коло квалификација за Лигу Европе.

### Треће коло квалификација
| Галатасарај    | 2 : 2 Извештај | ОФК Београд           |
| -------------- | -------------- | --------------------- |
| Туран 26’, 76’ |                | Крстић 80’ · Ињац 86’ |

| ОФК Београд | 1 : 5 Извештај | Галатасарај                                               |
| ----------- | -------------- | --------------------------------------------------------- |
| Николић 32’ |                | Сарп 12’ · Кјуел 22’, 57’ (пен.) · Туран 71’ · Батдал 71’ |

Галатасарај се укупним резултатом 7:3 пласирао у плеј оф рунду квалификација за Лигу Европе.

## Спартак Суботица у УЕФА Лиги Европе

### Друго коло квалификација
| Диферданж 03                                         | 3 : 3 Извештај | Спартак Суботица                                          |
| ---------------------------------------------------- | -------------- | --------------------------------------------------------- |
| Веселинов 2’ (о.г.) · Бетмер 11’ · Пискор 89’ (о.г.) |                | Убипарип 14’ · Торбица 28’ (пен.) · Сиебеналер 89’ (о.г.) |

| Спартак Суботица            | 2 : 0 Извештај | Диферданж 03 |
| --------------------------- | -------------- | ------------ |
| Убипарип 25’ · Адамовић 88’ |                |              |

Спартак Суботица се укупним резултатом 5:3 пласирао у треће коло квалификација за Лигу Европе.

### Треће коло квалификација
| Спартак Суботица               | 2 : 1 Извештај | Дњепар        |
| ------------------------------ | -------------- | ------------- |
| Торбица 16’ (пен.), 90’ (пен.) |                | Кравченко 23’ |

| Дњепар                   | 2 : 0 Извештај | Спартак Суботица |
| ------------------------ | -------------- | ---------------- |
| Селезњов 45’ · Холек 48’ |                |                  |

Дњепар се укупним резултатом 3:2 пласирао у плеј оф рунду квалификација за Лигу Европе.

## Биланс успешности
|   | Екипа            | Такмичење     | Ута. | Поб. | Нер. | Пор. | ГД | ГП | Домет                    |
| - | ---------------- | ------------- | ---- | ---- | ---- | ---- | -- | -- | ------------------------ |
| 1 | Партизан         | Лига шампиона | 12   | 4    | 2    | 6    | 15 | 19 | групна фаза              |
| 2 | Црвена звезда    | Лига Европе   | 2    | 0    | 1    | 1    | 2  | 3  | треће коло квалификација |
| 3 | Спартак Суботица | Лига Европе   | 4    | 2    | 1    | 1    | 7  | 6  | треће коло квалификација |
| 4 | ОФК Београд      | Лига Европе   | 4    | 1    | 2    | 1    | 6  | 9  | треће коло квалификација |